# Koževnikovskij rajon
Il Koževnikovskij rajon (in russo Кожевниковский район?) è un rajon dell'Oblast' di Tomsk, in Russia; il capoluogo è Koževnikovo. Ricopre una superficie di 3.907,5 chilometri quadrati.